# Betacixius flavovittatus
Betacixius flavovittatus är en insektsart som beskrevs av Hori 1982. Betacixius flavovittatus ingår i släktet Betacixius och familjen kilstritar. Inga underarter finns listade i Catalogue of Life.